# Alex Frost
Alexander Richard Frost, meglio noto come Alex Frost (Portland, 17 febbraio 1987), è un attore statunitense, principalmente conosciuto per la sua interpretazione in Elephant.

## Filmografia

### Cinema
- Elephant, regia di Gus Van Sant (2003)
- The Lost, regia di Chris Sivertson (2006)
- The Standard, regia di Jordan Albertsen (2006)
- Stop-Loss, regia di Kimberly Peirce (2008)
- Drillbit Taylor - Bodyguard in saldo (Drillbit Taylor), regia di Steven Brill (2008)
- The Vicious Kind, regia di Lee Toland Krieger (2009)
- Calvin Marshall, regia di Gary Lundgren (2009)
- Almost Kings, regia di Philip G. Flores (2010)
- Virginia, regia di Dustin Lance Black (2010)
- Volo 7500 (Flight 7500), regia di Takashi Shimizu (2014)
- See You in Valhalla, regia di Jarret Tarnol (2015)
- La donna più odiata d'America (The Most Hated Woman in America), regia di Tommy O'Haver (2017)

### Televisione
- NCIS - Unità anticrimine (NCIS) - serie TV, 1 episodio (2006)
- Good Morning Rabbit - serie TV, 1 episodio (2010)

## Doppiatori italiani
Nelle versioni in italiano delle opere in cui ha recitato, Alex Frost è stato doppiato da:
- Massimiliano Alto in Elephant
- Andrea Mete in Stop-Loss
- Daniele Raffaeli in Drillbit Taylor - Bodyguard in saldo
- Stefano Sperduti in La donna più odiata d'America